# Ахмед и Салим
Ахмед и Салим (араб. أحمد ﻭ سليم‎) — сатирический мультипликационный сериал, созданный Томом Траггером и Ором Пазом. Сюжет сериала завязан вокруг двух братьев, сыновей палестинского террориста. Стартовав 20 января 2009 года сериал стал интернет-хитом, набрав более 2 миллионов просмотров и поклонников по всему миру.
На сериал обрушилась критика со стороны арабской прессы из-за жестоких и оскорбительных сцен. 27 февраля 2009 года власти Объединенных Арабских Эмиратов заблокировали доступ к этому мультфильму на сайте YouTube.

## Герои
- Ахмед и Салим — главные герои, братья, арабы. Ахмед старше Салима, доподлинно неизвестно — насколько именно. Как правило, проводят досуг за игрой в видеоигры или в сети Facebook. Постоянно кричат и ссорятся друг с другом по пустякам и обзывают друг друга геями.
- Ясир Маджаефф — отец Ахмеда и Салима, известный террорист. Заставляет своих сыновей совершать теракты и мечтает о том, что они пожертвуют собой ради его дела.

## Сюжет
«Jerusalem Post» описал сериал как «противоречивый» и повествующий «о двух невежественных персонажах, которые бродят по Сети и проваливают террористические атаки». Эпизоды строятся вокруг двух занудных арабов, Ахмеда и Салима, чей отец, Ясир — антисемитский террорист — хочет, чтобы они пошли по его стопам. Но всё, что они хотят делать — это играть в видеоигры и зависать в Интернете. В эпизодах демонстрируется как Ясир отправляет их на самоубийственные миссии, заканчивающиеся ужасными последствиями для его собственного народа из-за наивного и детского характера Ахмеда и Салима.

## Эпизоды
| № | Дата выхода     | Описание сюжета                                                                                          |
| - | --------------- | --- |
| 1 | 20 января 2009  | Ахмед и Салим по ошибке взрывают арабский автобус.                                                       |
| 2 | 29 января 2009  | Вместо того, чтобы пытать еврейского заложника, Ахмед и Салим играют с ним в Guitar Hero.                |
| 3 | 8 февраля 2009  | Салим огорчён тем, что у него нет запросов в друзья на Facebook, поэтому он решает взорвать себя.        |
| 4 | 27 февраля 2009 | Ясир превращается в «грязного еврея», и сыновья отстреливают ему яйца.                                   |
| 5 | 11 марта 2009   | Ахмед влюбляется в еврейскую девочку, но она не отвечает ему взаимностью и влюбляется в Салима.          |
| 6 | 3 апреля 2009   | Салим попадает в зависимость от виртуальной серии псевдорекламы Will it blend фирмы Блендтек на YouTube. |
| 7 | 12 июня 2009    | Ахмед и Салим отправляются в Афганистан к Усаме Бин Ладену, который учит их как быть террористами.       |